# La battaglia di Legnano
La battaglia di Legnano (De slag bij Legnano) is een opera in vier bedrijven van de Italiaanse componist Giuseppe Verdi op een libretto van Salvatore Cammarano en is gebaseerd op het toneelstuk La Battaille de Toulouse van Joseph Méry. Zoals de titel al aangeeft speelt de opera zich af tegen de achtergrond van de Slag bij Legnano. De première vond plaats in het Teatro Argentina in Rome op 27 januari 1849. Hoewel de première een succes was, gold dat niet voor de productie in Genua in 1850.

## Rolverdeling

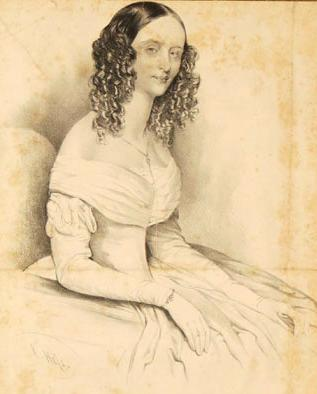
Teresa De Giuli Borsi omstreeks 1845 (de eerste Lida)

- Federico Barbarossa, Duitse keizer - bas
- Eerste consul van Milaan - bas
- Tweede consul van Milaan - bas
- Burgemeester van Como - bas
- Rolando, Milaanse leider - bariton
- Lida, zijn echtgenote - sopraan
- Arrigo, Veronese strijder - tenor
- Marcovaldi, Duitse gevangene - bariton
- Imelda, Lida's bediende - mezzosopraan
- Arrigo's knecht - tenor
- Een heraut - tenor
- Ridders des doods, magistraten en leiders van Como, Milanees volk en senators, strijders van Verona, Brescia, Novara, Piacenza en Milaan, en het Duitse leger - koor

## Synopsis
Plaats van handeling: Milaan en Como
Tijd: 1176
Soldaten en burgers uit heel Italië verzamelen zich in Milaan om tegen keizer Federico Barbarossa en zijn Duitse leger te vechten. Rolando, een leider uit Milaan, komt zijn oude vriend Arrigo uit Verona tegen. Zij streven dezelfde politieke doelen na, en ze zijn blij herenigd te zijn, ook al omdat Rolando dacht dat Arrigo dood was. Arrigo's voormalige geliefde is nu getrouwd met Rolando. Arrigo is nog steeds verliefd op Lida, en sluit zich, nadat zij naar Como zijn gereisd, aan bij de zogenaamde Ridders des Doods die zich maar één doel hebben gesteld: te overwinnen of te sterven. De strijders van de Liga van Lombardije overwinnen het Duitse leger. Arrigo is hierbij ernstig gewond geraakt. Voor hij sterft verzoent hij zich met Rolando en Lida.

## Belangrijke aria's
- "La pia materna mano" - Arrigo in het eerste bedrijf, scène 1
- "Ah m'abbraccia d'esultanza" - Rolando in het eerste bedrijf, scène 1
- "A frenarti o cor nel petto" - Lida in het eerste bedrijf, scène 2
- "Quante volte come un dono" - Lida in het eerste bedrijf, scène 2
- "Ah scellerate alme d'inferno" - Rolando in het derde bedrijf, scène 2
- "Se al nuovo dì pugnando" - Rolando in het derde bedrijf, scène 12
- "Ah se di Arrigo e Rolando" - Lida in het vierde bedrijf, scène 1

## Geselecteerde opnamen
| Jaar | Rolverdeling (Lida; Arrigo; Rolando; Federico)                        | Dirigent, operagezelschap en orkest                        | Label                            |
| ---- | --------------------------------------------------------------------- | ---------------------------------------------------------- | -------------------------------- |
| 1977 | Katia Ricciarelli, José Carreras, Matteo Manuguerra, Nicola Ghiuselev | Lamberto Gardelli, ORF-Orchester en ORF-Chor               | Audio CD: Philips Cat: 422-435-2 |
| 2006 | Elisabete Matos, Cesar Hernandez, Giorgio Cebrian, Manrico Signorini  | Nello Santi, koor en orkest van het Teatro Massimo Bellini | DVD: Bongiovanni Cat: AB20001    |